# Diocèse de San Francisco
Ne doit pas être confondu avec Archidiocèse de San Francisco, Diocèse de San Francisco de Macorís ou Diocèse de Saint-François-d'Assise de Jutiapa.
Le diocèse de San Francisco (en latin : Dioecesis Franciscopolitana ; en espagnol : Diócesis de San Francisco) est un diocèse de l'Église catholique en Argentine, suffragant de l'archidiocèse de Córdoba.

## Territoire
Il est situé sur trois départements de la province de Córdoba : le département de San Justo ainsi que le district de Castaño dans le département de Río Primero et une partie du département de Río Segundo, l'autre partie de Río Segundo étant gérée par l'archidiocèse de Córdoba et le diocèse de Villa María.
Son territoire a une superficie de 19 611 km2 divisé en 30 paroisses. Le siège épiscopal est dans la ville de San Francisco où se trouve la cathédrale Saint-François-d'Assise.

## Historique
Le diocèse est érigé le 10 avril 1961 par la constitution apostolique Fit persaepe du pape Jean XXIII en prenant sur le territoire de l'archidiocèse de Córdoba dont San Francisco devient suffragant.
Par la lettre apostolique A Christi praecone du 17 octobre 1962, Jean XXIII reconnaît saint François d'Assise comme patron principal du diocèse. Cette décision est modifiée le 17 janvier 1985 par la lettre apostolique Esse mortales du pape Jean-Paul II qui décrète que Notre-Dame de Fátima est la patronne principale du diocèse et saint François d'Assise patron du siège  épiscopal.

## Évêques
- Pedro Reginaldo Lira (12 juin 1961 - 22 juin 1965)
- Agustín Adolfo Herrera (8 septembre 1965 - 2 décembre 1988)
- Baldomero Carlos Martini (2 décembre 1988 - 14 février 2004), nommé évêque de San Justo
- Carlos José Tissera (16 novembre 2004 - 12 octobre 2011), nommé évêque de Quilmes
- Sergio Osvaldo Buenanueva depuis le 31 mai 2013